# Chamaeza nobilis
Chamaeza nobilis е вид птица от семейство Formicariidae.

## Разпространение
Видът е разпространен в Боливия, Бразилия, Колумбия, Еквадор и Перу.